# Goniobranchus tritos

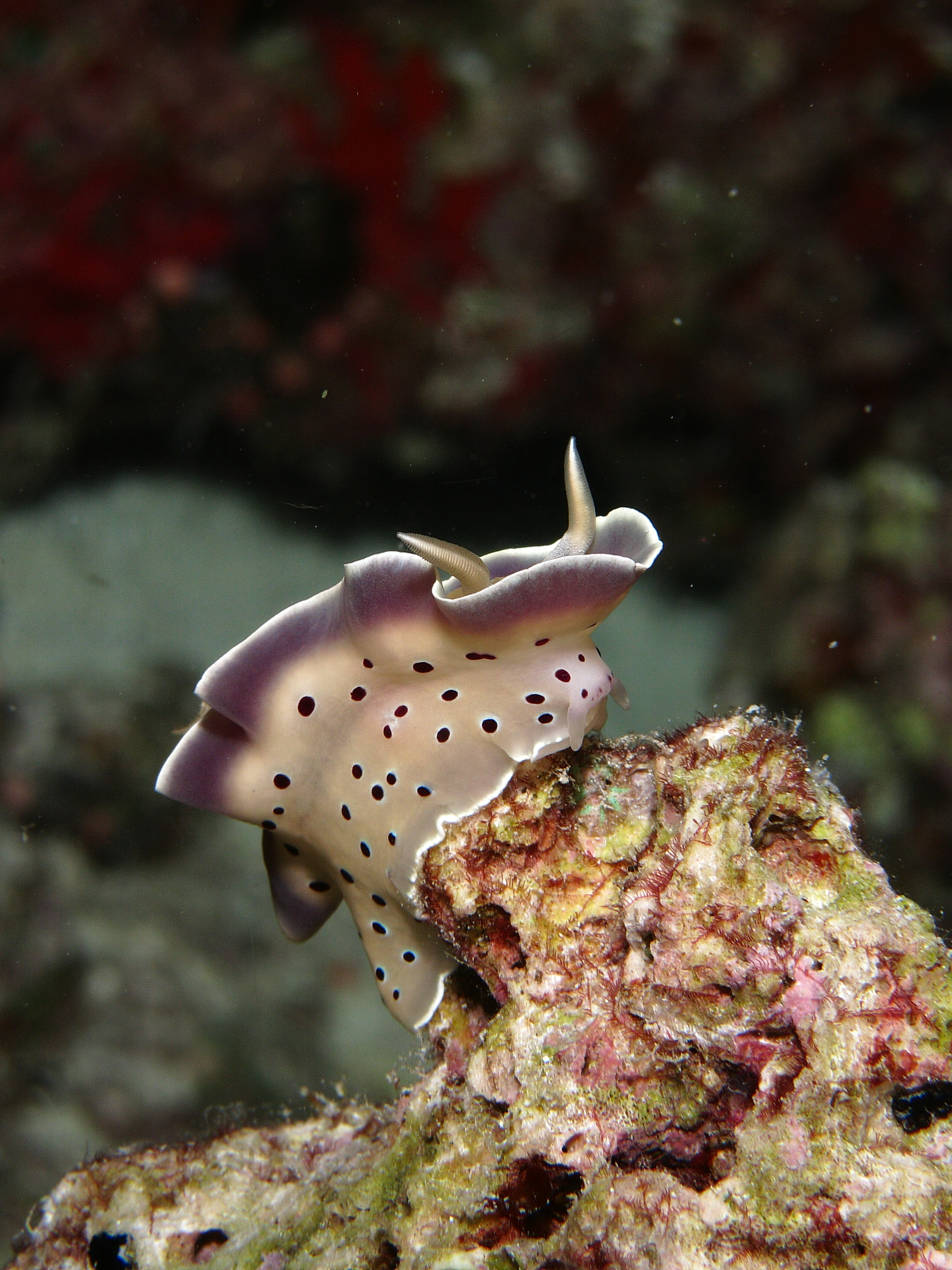

Goniobranchus tritos (лат.) — вид ярко окрашенных брюхоногих моллюсков семейства Chromodorididae из отряда голожаберных (Nudibranchia). Обитают в Индо-Тихоокеанской области.

## Таксономия
Вид был впервые описан в 1994 году под названием Chromodoris tritos Yonow, 1994, но в результате молекулярного (ДНК) исследования был переведен в род Goniobranchus.

## Описание
У Goniobranchus tritos мантия кремового цвета с круглыми чёрными пятнами, каждое из которых очерчено белой линией. Вокруг мантии проходит широкая полоса сиренево-серого цвета, а по краю проходит узкая линия непрозрачного белого цвета. Жабры и ринофоры серые с белыми пятнами. Длина тела достигает 50 мм.

## Распространение
Этот морской вид встречается у берегов Мальдивских островов.

## Сходные виды
- Goniobranchus kuniei
- Goniobranchus geminus
- Hypselodoris tryoni
- Goniobranchus leopardus